# Ilià Txàixnik
Ilià Grigórievitx Txàixnik (rus: Илья Григорьевич Чашник) (Lucyn, Imperi Rus, actualment Ludza, Letònia, 26 de juny de 1902 - Leningrad, 4 de març de 1929) va ser un artista suprematista jueu letó, alumne de Kazimir Malèvitx i membre fundador de l'escola UNOVIS.

## Trajectòria

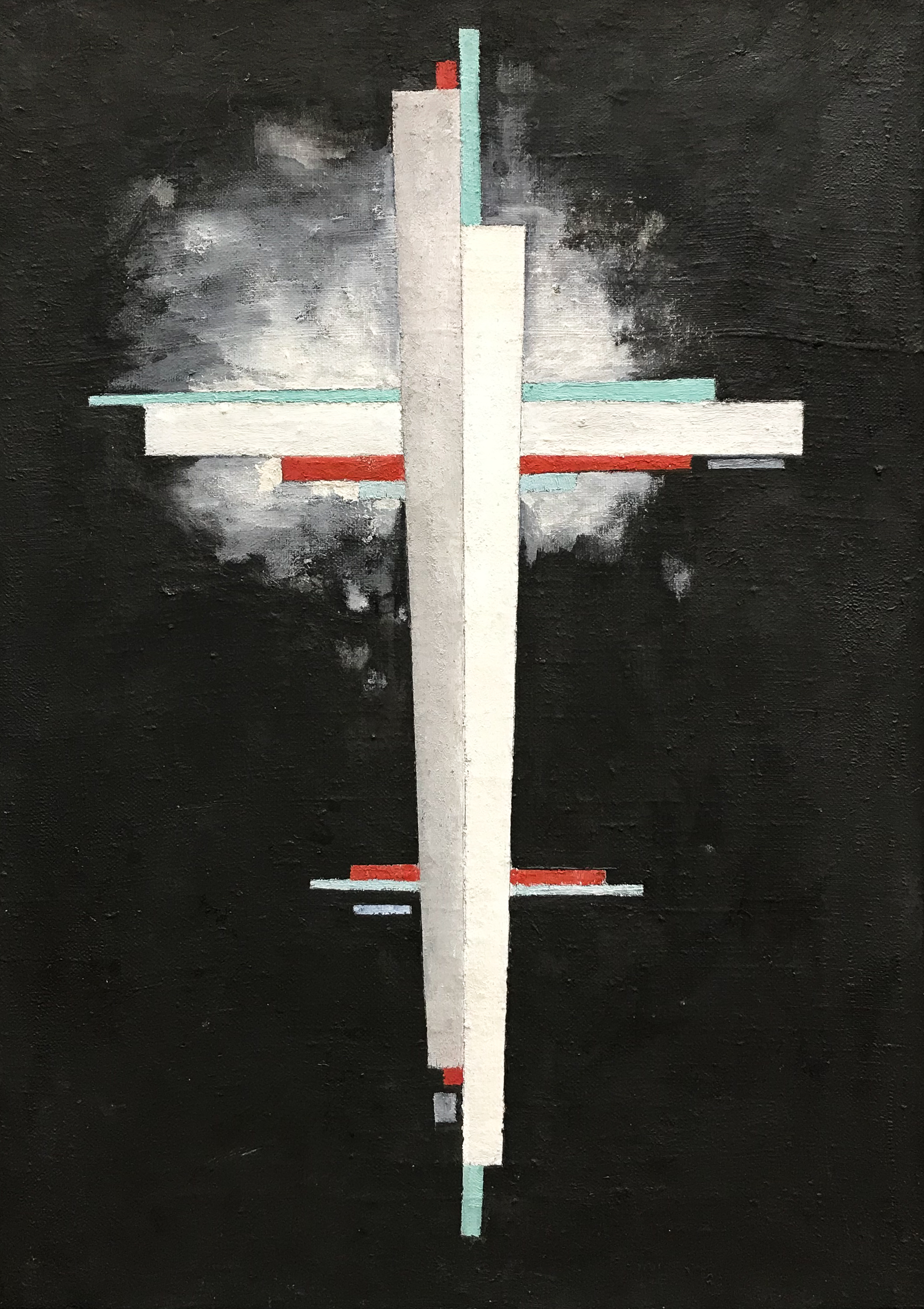
Suprematisme, 1923

Txàixnik va néixer el 1902 en una família jueva de Lucyn, Imperi Rus, actualment Ludza, Letònia. Va començar a estudiar a l'escola d'art de Yehuda Pen, a la ciutat belarussa de Vítsiebsk, quan només tenia onze anys, on va ser alumne de Marc Chagall. El 1918 es va traslladar a Moscou per treballar en un taller d'art dirigit per Kazimir Malèvitx. Va tornar després que Malèvitx acceptés una plaça d'ensenyament superior a l'Escola de Dibuix i Pintura de Vítsiebsk.
Txàixnik va ser notablement capaç en diversos mitjans. L'historiadora de l'art Aleksandra Xàtskikh el descriu com a «famós per la seva inesgotable inventiva i capacitat per aplicar els principis suprematistes a pràcticament totes les formes d'art, inclosa la pintura de cavallet». Va destacar en pintura i metal·lúrgia i va dissenyar ceràmiques produïdes a la Fàbrica Imperial de Porcellana (aleshores coneguda com la Fàbrica de Porcellana de Lomonosov). Txàixnik, juntament amb Nikolai Suetin, va ser reclutat per la fàbrica durant el seu temps com a membre de l'UNOVIS. Va morir el 4 de març de 1929 a Leningrad, a l'edat de 27 anys.
El 1981 la Universitat de Texas a Austin va fer una exposició dedicada a les seves obres.

## Obres

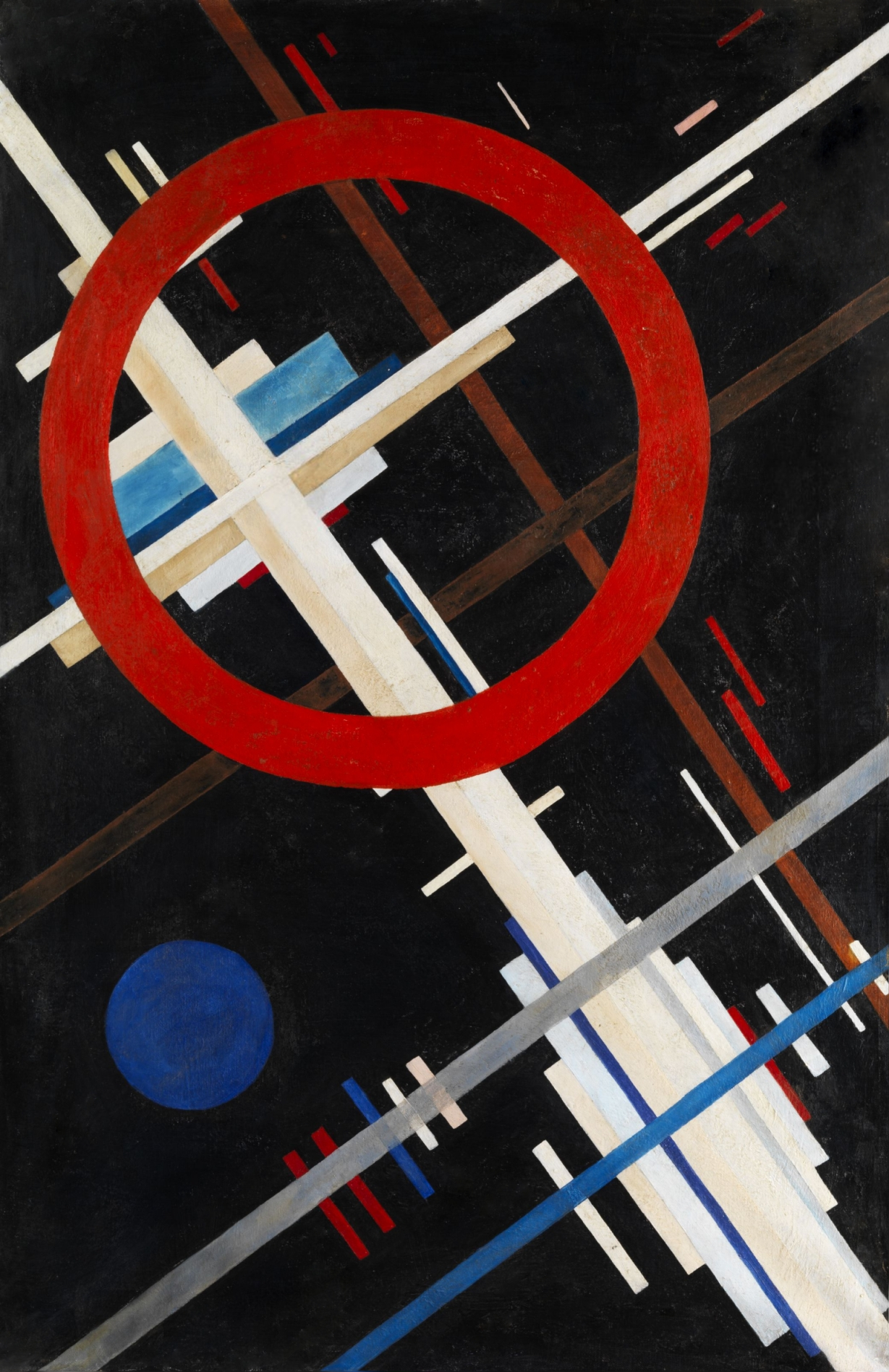
Composició suprematista
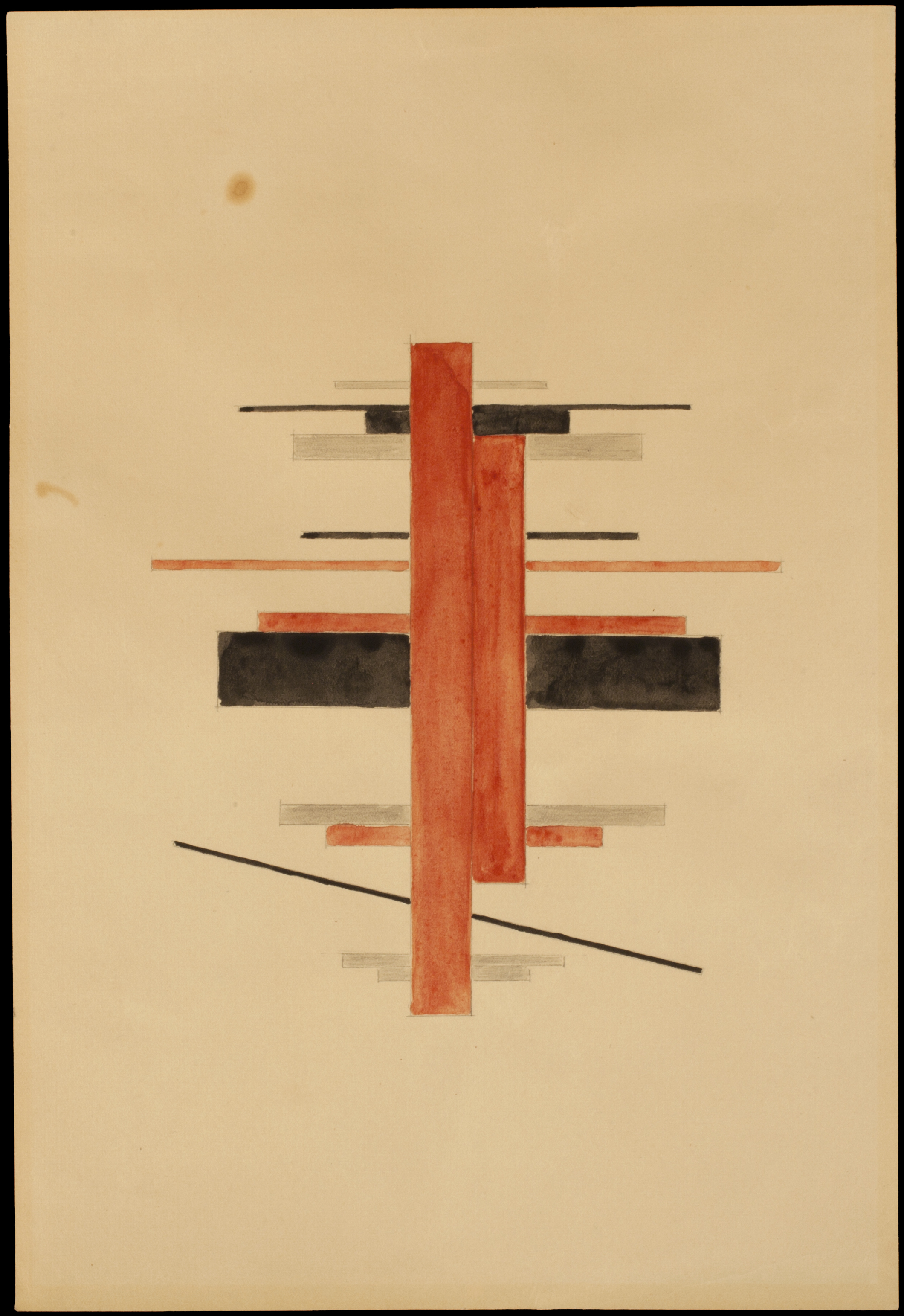
Composició suprematista, 1920, Fundació MT Abraham